# UFC 98
UFC 98: Evans vs. Machida  è stato un evento di arti marziali miste tenuto dalla Ultimate Fighting Championship il 23 maggio 2009 all'MGM Grand Garden Arena di Las Vegas, Stati Uniti d'America.

## Retroscena
L'evento avrebbe dovuto ospitare la sfida per il titolo dei pesi massimi tra Frank Mir e Brock Lesnar, ma l'incontro venne rimandato a UFC 100 causa un infortunio al ginocchio per Mir.
Rashad Evans doveva difendere il proprio titolo dei pesi mediomassimi contro Quinton Jackson, ma quest'ultimo risultò acciaccato e venne rimpiazzato con Lyoto Machida.
L'evento avrebbe previsto un incontro tra Josh Koscheck e Chris Wilson, ma entrambi i lottatori furono indisponibili e quindi l'incontro venne sostituito con il match tra Brock Larson e Mike Pyle.
Drew McFedries avrebbe dovuto vedersela con James Irvin, ma quest'ultimo s'infortunò e venne sostituito da Xavier Foupa-Pokam.
Dan Miller doveva affrontare Yushin Okami, ma questo subì un infortunio e venne rimpiazzato con Chael Sonnen.
André Gusmão aveva in programma una sfida contro Houston Alexander, ma lo statunitense si ruppe una mano e quindi Gusmao affrontò Krzysztof Soszynski.

## Risultati

### Card preliminare
- Incontro categoria Pesi Leggeri:  Dave Kaplan contro  George Roop

Roop sconfisse Kaplan per decisione divisa (30–27, 30–27, 28–29).
- Incontro categoria Pesi Welter:  Yoshiyuki Yoshida contro  Brandon Wolff

Yoshida sconfisse Wolff per sottomissione (strangolamento a ghigliottina) a 2:24 del primo round.
- Incontro categoria Pesi Mediomassimi:  Krzysztof Soszynski contro  André Gusmão

Soszynski sconfisse Gusmão per KO (pugno) a 3:17 del primo round.
- Incontro categoria Pesi Leggeri:  Phillipe Nover contro  Kyle Bradley

Bradley sconfisse Nover per KO Tecnico (pugni) a 1:03 del primo round.
- Incontro categoria Pesi Massimi:  Pat Barry contro  Tim Hague

Hague sconfisse Barry per sottomissione (strangolamento a ghigliottina) a 1:42 del primo round.
- Incontro categoria Pesi Welter:  Brock Larson contro  Mike Pyle

Larson sconfisse Pyle per sottomissione (strangolamento triangolare) a 3:06 del primo round.

### Card principale
- Incontro categoria Pesi Leggeri:  Sean Sherk contro  Frankie Edgar

Edgar sconfisse Sherk per decisione unanime (30–27, 30–27, 30–27).
- Incontro categoria Pesi Medi:  Chael Sonnen contro  Dan Miller

Sonnen sconfisse Miller per decisione unanime (30–27, 30–27, 30–27).
- Incontro categoria Pesi Medi:  Drew McFedries contro  Xavier Foupa-Pokam

McFedries sconfisse Foupa-Pokam per KO Tecnico (pugni) a 0:37 del primo round.
- Incontro categoria Pesi Welter:  Matt Hughes contro  Matt Serra

Hughes sconfisse Serra per decisione unanime (29–28, 29–28, 29–28).
- Incontro per il titolo dei Pesi Mediomassimi:  Rashad Evans (c) contro  Lyoto Machida

Machida sconfisse Evans per KO (pugni) a 3:57 del secondo round e divenne il nuovo campione dei Pesi Mediomassimi.

## Premi
Ai vincitori sono stati assegnati 60.000$ per i seguenti premi:
- Fight of the Night:  Matt Hughes contro  Matt Serra
- Knockout of the Night:  Lyoto Machida
- Submission of the Night:  Brock Larson